# بطرس الأكبر
بطرس الأكبر أو بيتر العظيم أو بيتر الأول أو بيوتر ألكسييفيتش رومانوف (9 يونيو 1672 - 8 فبراير 1725 وقيصر روسيا الخامس، (يسمى بالروسية: Пётр I Алексеевич) ولد في الكرملين عام 1672. حكم روسيا من عام 1682 خلفا للقيصر فيودر الثالث وحتى وفاته عام 1725. وقد كان يحكم روسيا بدايةً حتى 1696 مشاركاً لأخيه غير الشقيق القيصر إيفان الخامس في الحكم حيث أن الأخير كان يعاني المرض.
كان بطرس رجل المتناقضات، فكان عنيفاً قاسياً عديم الصبر انتقامياً ولكنه كان أيضاً شجاعاً بعيد النظر ذكياً حساساً. دمّر عدة مؤسسات قائمة ولكنه أدخل تأثيرات إيجابية من الغرب إلى بلده روسيا.
يُعتبر بيتر العظيم أحد أعظم من حكموا روسيا على مدار تاريخها. وقد قاد سياسة تحديث وسياسة التوسع التي حولت روسيا القيصرية إلى الإمبراطورية الروسية والتي باتت إحدى أهم القوى على مستوى أوروبا. وهو مؤسس مدينة سانت بطرسبرغ والتي مثلت عاصمةً لروسيا على مدى أكثر من قرنين من تاريخها ليكون قصر امبراطوريته الآسيوية في محجر أوروبا، وأدخل كثيراً من الفنون الغربية والأساليب المعمارية إلى المدينة الجديدة. خلفته في الكرسي زوجته الأمبراطورة كاثرين الأولى. كما أجرى عدة إصلاحات في الإدارة والمالية والصناعة والمجتمع. زار إنجلترا وهولندا عندما كان شاباً وكان يتنكر أحياناً ويعمل في بناء السفن، فأسس جيشا حديثا وبنى أسطولا بحريا عظيما لروسيا.
انتهج بطرس الأكبر سياسة ثقافية جديدة للدولة وقد أراد تغيير أذواق الروس وتعريفهم بالتراث الثقافي الأوروبي، إذ أمر بطرس رجال حاشيته ومستشاريه الذين كانوا ملتحين أن يحلقوا لحاهم فامتعضوا كثيراً لأن اللحية كانت عندهم شيئاً مقدساً. فطلب بطرس اثنين من الحلاقين وراح يقص اللحى بنفسه. كان هدف بطرس الأكبر آنذاك جعل روسيا دولة أوروبية سياسيا وثقافيا. ورعى مهمة إرسال الطلبة الروس إلى الجامعات الأوروبية للدراسة.

## النشأة
سُمي على اسم بطرس الرسول، ووُصف عندما كان حديث الولادة بأنه «بصحة جيدة، له عيون والدته السوداء والتتارية على نحو غامض، وخصلة كستنائية من الشعر»، كان تعليم بطرس (الذي بدأه والده أليكس إمبراطور روسيا) ومنذ سن مبكرة يجري على يد معلمين خاصين مختلفين، ومن أبرزهم نيكيتا زوتوف، وباتريك غوردون، وبول منيسيوس. في 29 يناير 1676، توفي القيصر ألكسيس، تاركًا السلطة إلى أخ بطرس غير الشقيق، فيودور الثالث ملك روسيا الضعيف والمريض. وخلال هذه الفترة، كان أرتامون ماتيف يدير الحكومة معظم الأحيان، وهو صديق مثقف لألكسيس، والرئيس السياسي لعائلة ناريشكين وواحد من أكبر المؤثرين في طفولة بطرس.
تغير الموقف عندما توفي فيودور عام 1682. ولعدم ترك فيودور أي أطفال، نشأ نزاع حول من سيكون وريث العرش بين عائلة ميلوسلافسكي (كانت ماريا ميلوسلافسكايا أول زوجةٍ لألكسيس الأول) وعائلة ناريشكين (كانت ناتاليا ماريشكينا الزوجة الثانية). كان إيفان الخامس الأخ غير الشقيق لبطرس هو التالي في السلالة ليتولى العرش، ولكنه كان مريضًا بشكل مزمن وعاجزًا عقليًا. ونتيجةً لذلك، اختار البويار (مجلس من النبلاء الروس) بطرس ذو العشرة أعوام ليصبح قيصرًا مع والدته وصيةً على العرش.
عُرض هذا التعديل على سكان موسكو، كما كان يتطلب التقليد القديم، وصُدِّق. قادت صوفيا أليكسييفنا وهي واحدة من بنات ألكسيس من زواجه الأول تمردًا لقوات الستريليتس (فيلق النخبة العسكري الروسي) في إبريل-مايو 1682. وقُتل بعض أقرباء وأصدقاء بطرس في الصراع الذي تلاه، ومن ضمنهم ماتييف، وشهد بطرس بعضًا من أعمال العنف السياسي هذه.
جعلت قوات ستريليتس من الممكن لصوفيا، والميلوسلافسكيين (جماعة إيفان) وحلفائهم الإصرار على إعلان بطرس وإيفان قياصرة مشتركين، مع تفضيل أن يكون إيفان هو الأعلى. تصرفت صوفيا وصيةً على العرش خلال فترة قصور العاهل ومارست كل السلطات. ولسبع سنوات، حكمت بصورة استبدادية. وقد فُتحت فتحة كبيرة خلف العرش ذو المقعدين المستعمل من قبل إيفان وبطرس. وكانت صوفيا تجلس خلف العرش بينما يتكلم بطرس مع النبلاء، وتعطيه معلومات وردودًا على الأسئلة والمشاكل. ويمكن مشاهدة هذا العرش في مستودع الكرملين في موسكو.
لم يكن بطرس مهتمًا بشكل خاص بكون الآخرين يحكمون باسمه. وقد انخرط في التسلية مثل بناء السفن والإبحار، وكذلك المعارك الوهمية بلعبة الجيش خاصته. سعت والدة بطرس إلى جعله يتبنى منهجًا تقليديًا أكثر ورتبت له زواجه من إيفودكيا لوكوشينا عام 1689. فشل الزواج، وأجبرها بطرس بعد عشر سنوات على أن تصبح راهبة وحرر نفسه بذلك من الزواج.
بحلول صيف عام 1689، خطط بطرس ذو السبعة عشر عامًا حينها للاستيلاء على السلطة من اخته غير الشقيقة صوفيا الكسيفنا، والتي ضعف موقعها بسبب اثنين من حملات القرم ضد خانية القرم في محاولةٍ لإيقاف غارات تتار القرم على الأراضي الجنوبية لروسيا. وعندما علمت بخططه، تآمرت صوفيا مع قادة قوات ستريليتس، الذين أثاروا الفوضى والمعارضة باستمرار. حُذِّر بطرس من قبل قوات الستريليتس، وهرب في منصف الليل إلى دير الثالوث المقدس للقديس سرجيوس الحصين؛ وجمع هناك اتباعًا أدركوا انه سوف يفوز بصراع السلطة. وأُطيح بصوفيا في النهاية. مع استمرار بطرس الأول وإيفان الخامس بالحكم كقياصرة بشكل مشترك. ويذكر فوي دي لا نوفيل طلب صوفيا من الأعضاء المؤثرين في عائلة بطرس ولا سيما عماتها تاتيانا وآنا التوسط معه. أجبر بطرس صوفيا على الدخول إلى دير، حيث تخلَّت عن اسمها ومنصبها باعتبارها عضوةً من العائلة الملكية.

## روابط خارجية
- بطرس الأكبر على موقع الموسوعة البريطانية (الإنجليزية)
- بطرس الأكبر على موقع إن إن دي بي (الإنجليزية)